# عثمان العمير
عثمان العمير (25 أغسطس 1950) صحفي سعودي ناشر ورئيس تحرير صحيفة إيلاف الإلكترونية. ومالك مجموعة ماروك سوار - أكبر مجموعة نشر صحفية في المغرب. ولد في مدينة الزلفي بمنطقة نجد السعودية. يقيم في مدينة لندن ومراكش المغربية.
بدأ مشواره الصحافي مراسلاً رياضياً في عدد من الصحف السعودية، مثل: المدينة، 'الندوة'، مجلة اليمامة و'الرياض'. عمل في صحيفة الجزيرة السعودية في مطلع السبعينات من القرن الماضي ليتولى رئاسة القسم الرياضي ثم سكرتارية التحرير، ليترك هذا المنصب ويسافر إلى لندن لدراسة اللغة الإنجليزية ويعمل مراسلاً لصحيفته 'الجزيرة' من هناك حتى العام 1983.

## العمل الصحفي

### عمله كرئيس تحرير
تولى رئاسة تحرير مجلة 'المجلة' في 1984 وفي العام 1987 أصبح رئيس تحرير 'الشرق الأوسط'، وعمل في هذا المنصب عشر سنوات. خلال توليه فترة رئاسة تحرير 'الشرق الأوسط'، حاز ثقة الكثير من قادة العالم وحاورهم وكان من بينهم الملك فهد بن عبد العزيز والملك الحسن الثاني وزين العابدين بن علي وحسني مبارك ورفسنجاني وغورباتشوف وجاك شيراك ومارغريت ثاتشر

### مؤسس شركة OR الإعلامية
في العام 1995 أسس شركة إعلامية في بريطانية بالشراكة مع رئيس تحرير 'الشرق الأوسط' السابق عبد الرحمن الراشد واطلقا عليها اسم OR وهما الحرفان الأولان من اسميهما باللغة الإنجليزية، وتخصصت الشركة في برامج تلفزيونية لقنوات فضائية في الشرق الأوسط وبريطانيا وأميركا.

### مؤسس موقع صحيفة إيلاف الإلكترونية
في 21 مايو2001 أسس في بريطانيا موقع صحيفة إيلاف الإلكترونية، وأصبحت من أشهر المواقع العربية على الشبكة.

### مالك مجموعة ماروك سوار الإعلامية
قام عثمان العمير بشراء مجموعة ماروك سوار - أكبر دار نشر صحافية في المغرب التي تصدر صحيفتين يوميتين هما "لوماتان" و"الصحراء المغربية" واعادت أخيرا إصدار "ماروك سوار"، كأول صحيفة مسائية في المغرب، بالإضافة إلى الصحيفة الإلكترونية "موروكوتايمز. وأخير صحيفة يومية مغربية تسمى (الصباحية)

## جوائز تقدير
اختار مجلس إدارة جائزة الصحافة العربية التابع لنادي دبي للصحافة الصحافي عثمان العمير 'شخصية العام 2006 العالمية' لدوره البارز والمؤثر عبر عقود في مسيرة الإعلام السعودي والعربي وكصاحب مشروع عربي في الصحافة الإلكترونية المتمثل بموقع 'إيلاف'.

## مؤلفاته
- مقابسات نهاية القرن: حوارات مع القادة وصانعي القرار السياسي العربي والدولي. صدر عام 1996.[5]

## وصلات خارجية
- موقع صحيفة إيلاف الإلكترونية
- 'إضاءات: عثمان العمير' موقع العربية نت
- 'إضاءات: عثمان العمير' موقع youtube على يوتيوب
- قال إن «إيلاف» لديها «أجندة» مع القارئ فقط... عثمان العمير: أكره التلفزيون والمدخنين... ولست شرطيًا لأراقب كل ما ينشر!